# Ronny Johnsen
Ronny Johnsen, född 10 juni 1969 i Sandefjord i Norge är en norsk numera pensionerad fotbollsspelare. Johnsen har spelat i kända klubbar som Manchester United, där han spelade hela 99 matcher och gjorde 7 mål, Beşiktaş JK 22 matcher 1 mål, Aston Villa 44 matcher 3 mål och Newcastle United 3 matcher 0 mål. Ronny Johnsen har också spelat för det norska landslaget 1991-2004 61 matcher 3 mål. Han avslutade sin karriär i Vålerenga åren 2005-2008. Idag hörs Johnsen som expertkommentator på Canal+.
Johnsen spelade huvudsakligen mittback, men kunde spela på flera positioner och förbundskaptenen Egil "Drillo" Olsen kallade honom för "Norges mest kompletta spelare".